# Herb Brooks

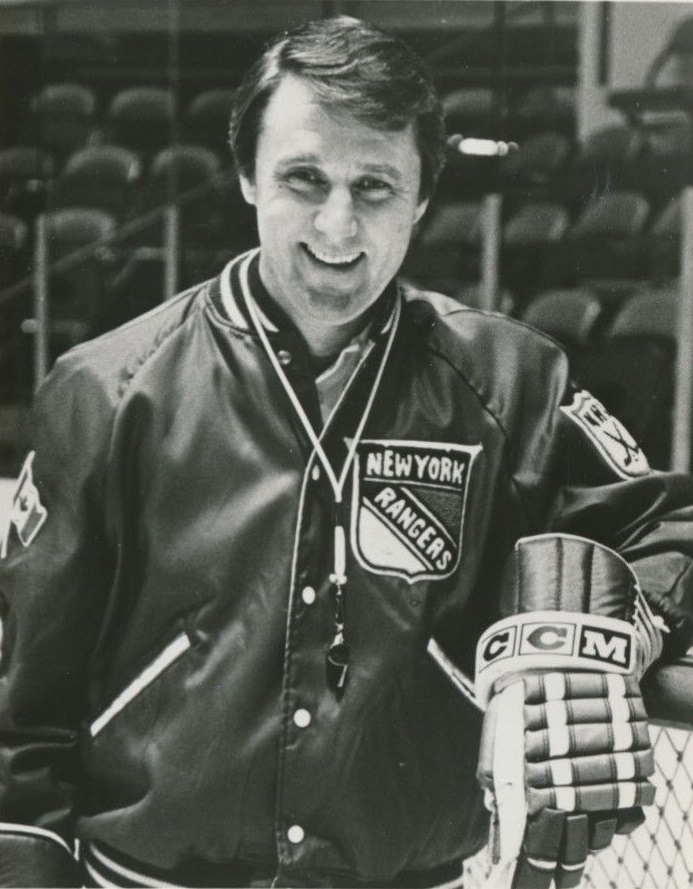
Brooks als Trainer der New York Rangers (1983)

Herbert Paul „Herb“ Brooks Jr. (* 5. August 1937 in St. Paul, Minnesota; † 11. August 2003 in Minneapolis) war ein US-amerikanischer Eishockeyspieler und -trainer.

## Karriere als Trainer
Seinen größten Erfolg feierte er 1980 bei den Olympischen Spielen in Lake Placid. Zunächst gewann er am 22. Februar in der Medaillenrunde mit seiner Mannschaft gegen die Favoriten aus der Sowjetunion mit 4:3, dieses Spiel ging als „Miracle on Ice“ in die Geschichte ein und danach das letzte Spiel gegen Finnland mit 4:2 und gewann die olympische Goldmedaille.
In den 1970er Jahren war er Trainer an der Universität von Minnesota und gewann dreimal die National Championships (1974, 1976 und 1979) und einmal den Western Collegiate Hockey Association (WCHA) Titel (1975). Ein Jahr nach dem triumphalen Sieg bei den Olympischen Spielen, versuchte sich der Amerikaner auch als Trainer des HC Davos. Nach einem turbulenten Winter in den Schweizer Bergen kehrte Brooks wieder in seine Heimat zurück. In der NHL trainierte er die New York Rangers (1981–1985), die Minnesota North Stars (1987–1988), die New Jersey Devils (1992–1993) und die Pittsburgh Penguins (1999–2000).
1998 war er Trainer der französischen Eishockeynationalmannschaft bei den Olympischen Winterspielen. 2002 gelang ihm eine Wiederkehr, als er mit der US-amerikanischen Eishockeynationalmannschaft in Salt Lake City die olympische Silbermedaille gewann.
Herb Brooks verlor am 11. August 2003 auf einem Highway im Norden von Minneapolis die Kontrolle über seinen Minivan, während er vermutlich nicht angeschnallt war. Er wurde etwa 35 Meter von seinem Auto entfernt tot aufgefunden. Herb Brooks hinterließ seine Frau und zwei Kinder.
Zum 25-jährigen Jubiläum des Goldmedaillengewinns von 1980 wurde das Olympic Center Eisstadion in Lake Placid in Herb Brooks Arena umbenannt. Im April 2013 wurde außerdem die Heimspielstätte der St. Cloud State Huskies, ursprünglich das National Hockey Center, in Herb Brooks National Hockey Center umbenannt.
1990 wurde Herb Brooks in die United States Hockey Hall of Fame aufgenommen, 1999 in die IIHF Hall of Fame sowie 2006 postum in die Hockey Hall of Fame.